# Glomerulus
Een glomerulus, ook wel glomerulum of glomusculum genoemd, is een groepje capillairen omgeven door het kapsel van Bowman in de nefronen van nieren van zoogdieren. De druk waarmee bloed uit de haarvaten van de glomerulus geperst wordt veroorzaakt ultrafiltratie waarmee water met oplosbare stoffen uit het bloed in het kapsel van Bowman terechtkomt; deze vloeistof wordt voorurine genoemd. 

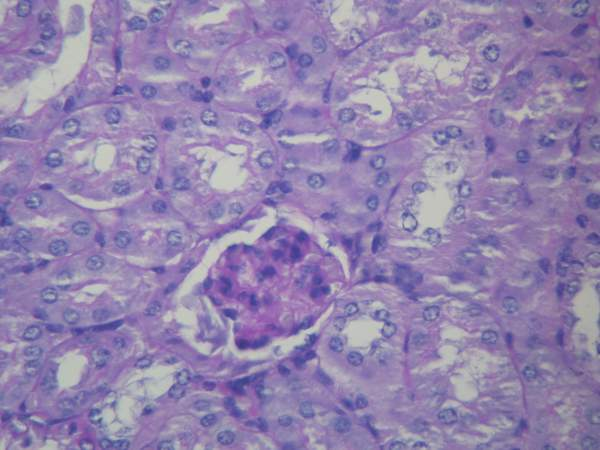
Glomerulus (400x vergroot + PAS-kleuring).